# Друштвени уговор
Друштвени уговор је политички и филозофски концепт којим се објашњава однос између појединаца и власти. Заговорници теорије друштвеног уговора тврде да се појединци уједињују у политичку заједницу на основу узајамне сагласности и пристајања да се придржавају заједничких правила и да прихвате одређене обавезе како би заштитили себе и једни друге од насиља и других неправди.
Теорија друштвеног уговора је играла значајну улогу у настанку идеје да се политичка власт мора заснивати на сагласности оних којима се влада. Полазна тачка већине теорија друштвеног уговора је хеуристичко испитивање услова живота људи без икаквог политичког поретка, које се обично назива „природно стање“. У овом стању, деловање појединаца је условљено искључиво њиховом личном моћи и савести. Од ове заједничке полазне тачке, теоретичари друштвеног уговора настоје да покажу, на различите начине, зашто би се рационални појединац добровољно одрекао своје природне слободе да би уживао предности политичког поретка.
Теорије друштвеног уговора истичу да су људи по природи једнаки и да ниједан друштвени закон не може да доведе у питање законе природе. Пошто су једнаки и слободни, људи могу да одлуче на који начин ће уредити међусобне односе и уопште како ће живети. Они „потписују уговор“ којим успостављају друштво које им одговара. С обзиром на то да уговор, као правни акт, могу да потпишу само слободни и једнаки грађани, они самим тим чином успостављају и одговарајуће друштво — грађанско друштво.
Феминистичке теоретичарке сматрају да је функција теорије друштвеног уговора да представља доказ о наводном уговорном карактеру модерног патријархата, односно добровољности свих учесника. Оне сматрају да се добровољност многих учесника мора довести у питање, а пре свега добровољност жена које теорија друштвеног уговора уопште не помиње. Њихов аргумент лежи у објашњењу да ова прича није суштински прича о свим члановима друштва, већ је то патријархална прича о правима једног пола, мушког, да врши власт над женама.

## Представници
Томас Хобс (1651), Џон Лок (1689) и Жан-Жак Русо (1762) су најпознатији теоретичари друштвеног уговора. Сваки од њих је извукао сасвим различите закључке о природи политичке власти. Хобс се залагао за апсолутну монархију, Лок је заступао природна права, а Русо је говорио о колективном суверенитету који је називао „општа воља“.
Томас Хобс каже да је човек по природи себичан и зао и тежи да оствари своје потребе независно од других људи, али пошто су сви људи такви, они се свесно и добровољно одлучују да ограниче своју слободу како би добили гаранцију за сопствену егзистенцију. Зато они склапају споразум, уговор којим стварају друштво. Сва своја права преносе на државу и владара који влада у њиховом интересу и коме су дужни да се покоравају. Такву државу Хобс назива Левијатан и каже да појединац практично нема другог излаза него да се за њу определи.
Барух де Спиноза, за разлику од Хобса, даје либералнију, демократскију верзију теорије друштвеног уговора. Он сматра да људи не преносе сва права, већ задржавају право на слободу савести, достојанство и својину. То су неотуђива права човека.
Џон Лок, енглески теоретичар, истиче да је право на својину неотуђиво право човека. По њему, друштвени уговор се односи само на онога ко га је потписао, то јест не преноси се на потомке. Он такође развија идеју о подели власти на законодавну и извршну власт. Локов концепт друштвеног уговора је употребљен у Декларацији независности САД.
Жан-Жак Русо, француски филозоф, сматра да су људи по природи добри, али да их друштво квари. У складу са тим, он је велики противник приватне својине. Залаже се за успостављање таквог друштва у којем ће људи моћи да сачувају своја природна права на слободу, једнакост и равноправност, у којој се права не преносе, већ је сам народ носилац суверенитета који је недељив и неотуђив. Русоове идеје су после Француске буржоаске револуције уграђене у Јакобински устав.
Појмове друштвеног уговора су недавно користили, у сасвим другачијем смислу, мислиоци као што је Џон Ролс.

## Социобиологија
Иако је теорија друштвеног уговора настала у циљу разумевања људског друштва, социобиолози сматрају да је овај појам погодан и за разумевање друштвености појединих врста, па чак и односа симбиозе.